# Innviks kommun
Innviks kommun (norska: Innvik kommune) var en kommun i Sogn og Fjordane fylke i västra Norge. Tätorten Innvik utgjorde kommunens centralort.

## Administrativ historik
Innviks kommun upprättades den 1 januari 1838 (som Indvigen formannskapsdistrikt) när Formannskapslovene från 1837 trädde i kraft. Kommunen hade då i stort sett samma omfattning som nuvarande Stryns kommun.
1843 bröts Stryns kommun ut ur kommunen. Den återstående delen omfattade den västra delen av nuvarande Stryns kommun och hade vid delningen 2 675 invånare.
Den 1 oktober 1922 överfördes ett bebott område (Raksgrenda med 120 invånare) från Innviks kommun till Stryns kommun.
Den 1 januari 1965 gick Innviks kommun upp i Stryns kommun. Kommunens hade då 3 003 invånare.